# Johanna Braddy
Johanna Elizabeth Braddy (Atlanta, Georgia; 30 de agosto de 1987) es una actriz estadounidense conocida por aparecer en las películas The Grudge 3 y Paranormal Activity 3, así como por interpretar a Anna Martin en UnREAL y a Shelby Wyatt en Quantico.

## Biografía
Braddy nació en Atlanta, Georgia. Es hija de Jo Beth, una maestra de preescolar y Steve Braddy, un ingeniero. Tiene un hermano menor llamado Cole. Asistió a la McIntosh High School en Peachtree City, de donde se graduó en 2005.
Braddy se casó con su compañero de reparto de la serie Video Game High School, Josh Blaylock, el 12 de noviembre de 2012 y se divorciaron en algún momento entre 2014 o principios de 2015, aunque la fecha concreta se desconoce. Alrededor de junio de 2015, Braddy confirmó en su cuenta verificada de Twitter que ya no estaban casados, pero que eran grandes amigos. También Blaylock realizó un tuit aclarando que no estaban casados, sino que eran solo amigos.
Braddy comenzó a salir con su compañero de reparto de la serie UnREAL, Freddie Stroma, en verano de 2015. La pareja se comprometió en mayo de 2016 y se casó el 30 de diciembre de ese año.

### Carrera
Braddy debutó en 2004 interpretando a Olivia Harden en la película para televisión Pop Rocks y prestó su voz a la princesa Yue en Avatar: la leyenda de Aang, así mismo, tuvo pequeñas participaciones en películas tales como Broken Bridges, Home of the Giants y Whore, además ha participado como estrella invitada en series de televisión como Cold Case, Southland, CSI: Crime Scene Investigation, Suburgatory y Shameless. También obtuvo roles recurrente en GRΣΣK, donde interpretó a Jordan Reed y Hit the Floor, donde dio vida a Mia Sertner.
En 2009, Braddy obtuvo su primer protagónico en la película The Grudge 3. A esto le siguieron participaciones en películas como Easy A junto a Emma Stone, Alyson Michalka y Penn Badgley; Hurt, The Levenger Tapes, Paranormal Activity 3 y The Collection. De 2012 a 2014 protagonizó la serie web Video Game High School.
En 2013, fue elegida para dar vida a Anna Martin en la serie de Lifetime UnREAL, donde comparte créditos con Constance Zimmer, Shiri Appleby, Freddie Stroma, Josh Kelly y Craig Bierko. La serie fue estrenada el 1 de junio de 2015. También en 2015, Braddy fue contratada para interpretar a Shelby Wyatt en Quantico.

## Filmografía
| Cine        | Cine                              | Cine                     | Cine                                  |
| Año         | Película                          | Rol                      | Notas                                 |
| ----------- | --------------------------------- | ------------------------ | ------------------------------------- |
| 2006        | Broken Bridges                    | Kayla Chartwell          |                                       |
| 2007        | Surf's Up                         | Varios personajes        | Voz                                   |
| 2007        | Home of the Giants                | Estudiante de primer año |                                       |
| 2007        | Penny Dreadful                    | Willa Fowler             | Cortometraje                          |
| 2008        | Whore                             | Margot                   |                                       |
| 2009        | The Grudge 3                      | Lisa                     |                                       |
| 2009        | Wild About Harry                  | Lucy Carmichael          |                                       |
| 2009        | Gake no ue no Ponyo               | Varios personajes        | Voz, adaptación estadounidense        |
| 2009        | Hurt                              | Lenore Coltrane          |                                       |
| 2010        | Easy A                            | Melody Bostic            |                                       |
| 2011        | The Levenger Tapes                | Amanda                   |                                       |
| 2011        | Born to Race                      | Rachel                   |                                       |
| 2011        | Paranormal Activity 3             | Lisa                     |                                       |
| 2012        | The Collection                    | Missy Solomon            |                                       |
| 2014        | Believe Me                        | Callie                   |                                       |
| 2016        | Run the Tide                      | Michelle                 |                                       |
| 2016        | Cardboard Boxer                   |                          |                                       |
| Televisión  |                                   |                          |                                       |
| Año         | Título                            | Rol                      | Notas                                 |
| 2004        | Pop Rocks                         | Olivia Harden            | Película para televisión              |
| 2005        | Surface                           | Lisa                     | 1 episodio                            |
| 2005-2007   | Avatar: The Last Airbender        | Princesa Yue             | Voz, 5 episodios                      |
| 2007        | Cold Case                         | Hilary West - 1964       | 1 episodio                            |
| 2007        | The Riches                        | Tammy Simms              | Recurring role, 6 episodes            |
| 2007        | Drake & Josh                      | Emily                    | 1 episodio                            |
| 2007        | Samantha Who?                     | Samantha, adolescente    | 1 episodio                            |
| 2009        | Lie to Me                         | Jacquelin Mathis         | 1 episodio                            |
| 2009        | GRΣΣK                             | Jordan Reed              | Personaje recurrente                  |
| 2009-2010   | Southland                         | Olivia Sherman           | 2 episodios                           |
| 2010        | Detroit 1-8-7                     | Elizabeth Fadden         | 1 episodio                            |
| 2010        | CSI: Miami                        | Lucy Strickland          | 1 episodio                            |
| 2011        | Leverage                          | Hayley Beck              | 1 episodio                            |
| 2011        | Friends with Benefits             | Grace                    | 1 episodio                            |
| 2011        | Criminal Minds                    | Tammy Bradstone          | 1 episodio                            |
| 2012-2014   | Video Game High School            | Jenny Matrix             | Elenco principal, serie web           |
| 2012        | CSI: Crime Scene Investigation    | Carly Green              | 1 episodio                            |
| 2013        | Suburgatory                       | Leslie                   | 1 episodio                            |
| 2013        | Necessary Roughness               | Cindy Luck               | 1 episodio                            |
| 2013        | Hit the Floor                     | Mia Sertner              | 4 episodios                           |
| 2013        | Perception                        | Blonde Lady at the Bar   | 1 episodio                            |
| 2014        | Shameless                         | Shelley                  | 1 episodio                            |
| 2015        | UnREAL                            | Anna Martin              | Elenco principal                      |
| 2015 - 2018 | Quantico                          | Shelby Wyatt             | Elenco principal                      |
| 2019        | Soundtrack                        | Crying Judge             | Episode: "Track 2: Joanna and Nellie" |
| 2021 - 2022 | Chicago Med                       | Avery Quinn              | Rol recurrente                        |
| 2023        | Gossip Girl                       | Jessica Bradley          | 2 episodios                           |
| 2023        | A Million Little Things           | Claire Fisher            | 3 episodios                           |
| 2024        | Law & Order: Special Victims Unit | Maggie Andrews           | Episodio: "Excavation"                |
| 2024        | Mo                                | Austin                   | 2 episodios                           |